# Comisión de Asuntos Constitucionales del Senado de la Nación
La Comisión de Asustos Constitucionales es una comisión permanente del Senado de la Nación Argentina.
A esta comisión le corresponde dictaminar sobre lo relativo a todo asunto de directa e inmediata vinculación con la interpretación y aplicación de la Constitución Nacional y de los principios en ella contenidos, ciudadanía y naturalización, admisión de nuevas provincias, reunión o división de las existentes, límites interprovinciales, reformas de la Constitución, régimen electoral y partidos políticos, organización de ministerios, expropiaciones, intervención federal en las provincias o en la ciudad de Buenos Aires, lo relativo a las relaciones con los gobiernos de provincia y de la ciudad de Buenos Aires y al ejercicio de las atribuciones que confiere el artículo 75 inciso 30 de la Constitución Nacional, estado de sitio, cuestiones de privilegio, lo relativo a la autorización prevista en la ley 23.732 y modificaciones o interpretaciones de este reglamento. También entenderá en los casos a que se refiere el artículo 70 de la Constitución Nacional y todo otro asunto vinculado a la ciencia y al derecho constitucional.
Asimismo, le corresponde dictaminar en todo lo relativo a reformas de leyes de procedimiento de juicio político, modificaciones al reglamento de procedimiento interno en materia de juicio político, en las causas de responsabilidad que se intenten contra el presidente, vicepresidente, jefe de gabinete de ministros y jueces de la Corte Suprema de Justicia de la Nación, sometidos a juicio político y en las quejas que contra ellos se presenten en la Cámara.

## Integrantes
| Nombre                           | Cargo          |
| [María de los Ángeles Sacnun )   | PRESIDENTE     |
| ERNESTO FÉLIX MARTÍNEZ           | VICEPRESIDENTE |
| JUAN CARLOS ROMERO               | SECRETARIO     |
| Rodolfo Julio Urtubey            | VOCAL          |
| WALTER BASILIO BARRIONUEVO       | VOCAL          |
| JUAN MANUEL IRRAZÁBAL            | VOCAL          |
| Dalmacio Mera                    | VOCAL          |
| SIGRID ELISABETH KUNATH          | VOCAL          |
| JUAN MARIO PAIS                  | VOCAL          |
| PEDRO GUILLERMO ÁNGEL GUASTAVINO | VOCAL          |
| VIRGINIA MARÍA GARCÍA            | VOCAL          |
| MARINA RAQUEL RIOFRÍO            | VOCAL          |
| CARMEN LUCILA CREXELL            | VOCAL          |
| LILIANA TERESITA NEGRE DE ALONSO | VOCAL          |
| Adolfo Rodrigues Saa             | VOCAL          |
| OSCAR ANÍBAL CASTILLO            | VOCAL          |
| LUIS CARLOS PETCOFF NAIDENOFF    | VOCAL          |
| ÁNGEL ROZAS                      | VOCAL          |
| FEDERICO PINEDO                  | VOCAL          |